# فيسنتي كراوز
فيسنتي كراوز (بالإسبانية: Vicente Krause)‏ هو مبارز بالسيف أرجنتيني، (و. 1899  م).

## وصلات خارجية
- فيسنتي كراوز على موقع أوليمبيديا (الإنجليزية)